# Åby sandbackar
Åby sandbackar este o arie protejată (arie specială de conservare — SAC, sit de importanță comunitară — SCI) din Suedia întinsă pe o suprafață de 12,4 ha, integral pe uscat.

## Localizare
Centrul sitului Åby sandbackar este situat la coordonatele 56°35′09″N 16°39′07″E / 56.5857°N 16.652°E.

## Înființare
Situl Åby sandbackar a fost declarat sit de importanță comunitară în ianuarie 1997 pentru a proteja un număr necunoscut de specii din flora spontană și fauna sălbatică aflate în arealul zonei. Situl a fost protejat și ca arie specială de conservare în martie 2011.

## Biodiversitate
Situată în ecoregiunea continentală, aria protejată conține 2 habitate naturale: Vegetație psamofilă uscată cu pășuni deschise de Corynephorus și Agrostis, Pajiști calcaroase din nisipuri xerice.
La baza desemnării sitului se află un număr nedeclarat de specii protejate.